# 早川兼典
早川 兼典（はやかわ かねつね）は、江戸時代後期の薩摩藩士。早川兼彜（早川五郎兵衛） の父にあたる。

## 生涯
※月日は旧暦
- 天明6年（1786年）11月18日、早川兼備（渡殿）の長男として薩摩藩大崎御屋鋪にて生まれる。
- 文政2年（1819年）9月24日、父・兼備（安積）が大隅国始羅郡帖佐郷地頭を拝命。
- 文政3年（1820年）8月15日、父、および、祖父酔好（兼親）と共に、江戸から国許へ。
- 文政3年（1820年）10月2日、鹿児島堀之内馬場拝領屋鋪[注釈 2]に着く。
- 文政5年（1822年）4月5日、父・兼備（安積）が死去、37歳で家督を相続。
- 一代御家老組（家格一代寄合）。
- 隠居し、家督を兼彜へ譲る。隠居名として『鯉翁』と名乗る。
- 兼彜と共に、江戸屋鋪へ移る。
- 兼彜と共に、鹿児島高見馬場拝領地へ移る。
- 慶應4年（1868年）2月29日、鹿児島高見馬場拝領屋鋪にて死去。享年83[注釈 3]

## 奉職歴
※月日は旧暦
- 時之丞様（島津重豪四男、後の有馬一純）公御附御小姓
- 重豪公御附御小姓
- 重豪公奥御小姓
- 斉興公御附奥御小姓
- 御小納戸見習
- 御小納戸
- 御小納戸頭取御小納戸勤
- 御刀番
- 江戸御留守居
- 御側御用人
- 御趣法掛
- 御側役兼務
- 御勘定奉行
- 高輪御附御側役兼務